# Spinicranaus
Spinicranaus is een geslacht van hooiwagens uit de familie Cranaidae.
De wetenschappelijke naam Spinicranaus is voor het eerst geldig gepubliceerd door Roewer in 1913. 

## Soorten
Spinicranaus omvat de volgende 2 soorten:
- Spinicranaus camposi
- Spinicranaus diabolicus